# Central Innovation District Den Haag

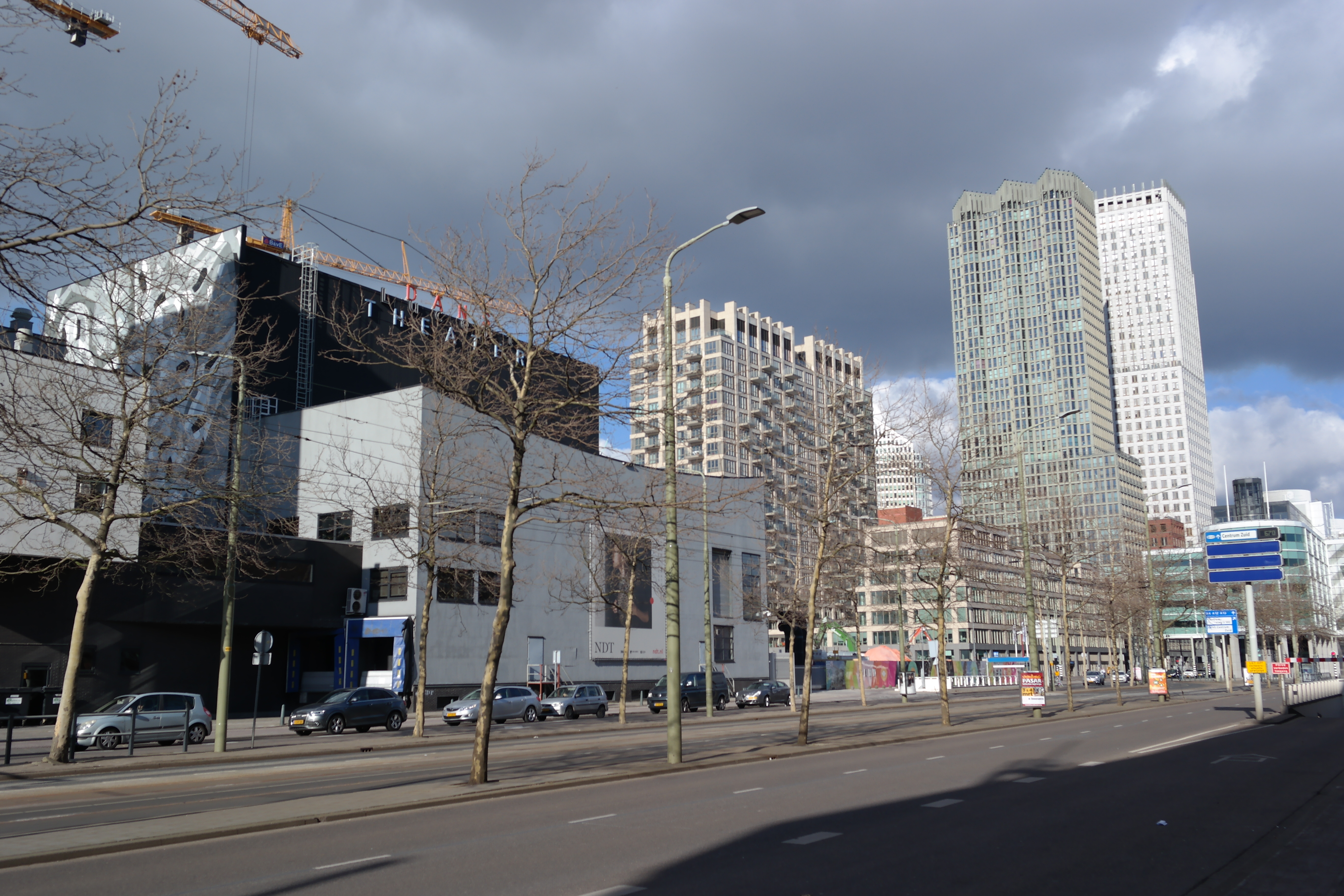
Locatie van de te ontwikkelen Campus Boulevard. In het midden gebouw Wijnhaven.

Central Innovation District Den Haag, vaak kortweg CID Den Haag, is een gebied in Den Haag dat aangewezen is voor uitgebreide economische en stedenbouwkundige ontwikkelingen. Een van de doelen is om de verwachte groei van het aantal inwoners op te kunnen vangen. Een ander doel is om economische groei te ondersteunen en zelfs te creëren door middel van innovatie. Ondanks veel tegenstand is het plan in juli 2021 door de gemeenteraad goedgekeurd om verder ontwikkeld te worden.

## Aanleiding
Al zeker sinds het einde van de jaren 90 loopt de economie van de Zuidvleugel achter op die van de Noordvleugel. Het ontwikkelen van het CID zou de economie van Den Haag versterken. Volgens een onderzoek uit 2016 scoort Den Haag goed op het gebied van verbindingen, het aantal culturele instellingen plus winkels en de mix van overheid, bedrijven (hoofdkantoren). Den Haag blijft in dit onderzoek achter op het aantal en de grootte van kennisinstellingen, de oppervlakte (groene) verblijfsruimte en het aantal woningen.

### Kenmerken
- Innovatie vind plaats door kennisinstellingen, bedrijven en overheden die horizontaal (op basis van gelijkwaardigheid) samenwerken.
- Het gebied heeft een goede bereikbaarheid en ligt in de buurt van vervoersknooppunten. Dit in tegenstelling tot veel andere universiteitscampussen en bedrijventerreinen.
- Samenwerken en ontmoeten vindt plaats in een levendige en zeer stedelijke omgeving.

Er zijn 20.500 woningen en werkplekken voor 25.000 mensen gepland.

## Ligging
Het gebied vormt op plattegronden grofweg een driehoek, waarbij elk van de hoekpunten wordt gevormd door een van de drie drukste stations van Den Haag. De gemeente Den Haag heeft het gebied ook gekozen om het overige deel van Den Haag vrij te houden van grote nieuwe ontwikkelingen. Uitzondering is de Binckhorst, zodat in veel CID gerelateerde onderzoeken of publicaties deze wijk ook bij het CID wordt meegerekend.

## Locaties
Het is een van de grootste strategische en bouwkundige projecten van de stad. Door de grote omvang is het project in diverse deelgebieden opgedeeld. Elk van drie stations binnen het CID geeft toegang aan een gebied dat een eigen thema heeft of zal krijgen. De Engelstalige namen zijn Policy Campus Centraal (bij CS), de ICT Security Campus (bij Laan van NOI) en de College Campus HS. Daarnaast ligt binnen de Policy Campus Centraal, de zogenaamnde Campus Boulevard die parallel loop aan het huidige Prins Bernhardviaduct en een versterking moet worden van de onderwijsactivitetiten aan de Turfmarkt. Ontwikkelingen op de Binckhorst krijgen ook extra aandacht in relatie tot het CID, met name op het gebied van vervoer, woningbouw en start-ups.

### Projecten
Het CID bevat een veelheid aan bouwprojecten, hieronder volgt een selectie:

#### Afgerond
- Den Haag Centraal: het Haags Startstation Erasmuslijn (HSE) en het nieuwe busstation
- Gebouw Wijnhavenkwartier
- Amare
- Twee torens van Sonate
- De Grotiustorens

#### Bouw
- Woontorens op het Koningin Julianaplein
- Hoofkantoor ANWB

#### Gepland
- Torens aan het Prins Bernhardviaduct
- The Grace (naast het Het Strijkijzer)
- Vier torens in het HS-kwartier
- Derde toren van Sonate